# TruANT
truANT je drugi studijski album američkog sastava Alien Ant Farm, objavljen 19. kolovoza 2003.
Album su producirali gitarist i basist sastava Stone Temple Pilots, Dean i Robert DeLeo. To je prvi album Alien Ant Farma snimljen nakon teške prometne nesreće 2001. u Španjolskoj nakon koje je pjevač Dryden Mitchell gotovo ostao paraliziran. Najpoznatije pjesme s ovog albuma su "1000 Days", "Theese Days" i "Sarah Wynn".

## Popis pjesama
1. "1000 Days" – 3:07
2. "Drifting Apart" – 2:54
3. "Quiet" – 3:01
4. "Glow" – 3:17
5. "These Days" – 3:06
6. "Sarah Wynn" – 3:24
7. "Never Meant" – 3:06
8. "Goodbye" – 4:06
9. "Tia Lupé" – 4:01
10. "Rubber Mallet" – 3:09
11. "S.S. Recognize" – 3:51
12. "Hope" – 3:40
13. "Words" – 2:42 (bonus pjesma)

## Produkcija
- Alien Ant Farm
  - Dryden Mitchell - vokal, akustična gitara
  - Terry Corso - gitara
  - Mike Cosgrove - bubnjevi
  - Tye Zamora - bas, prateći vokal, klavir
  - Jay Baumgardner - producent
- Robert i Dean DeLeo - producenti

## Top liste
| Top lista (2003.)  | Pozicija |
| ------------------ | -------- |
| U.S. Billboard 200 | 43       |